# Pols d'àngel
La pols d'àngel, píndola de la pau, boira o cristall és una droga de síntesi a base de fenilciclohexilpiperidina, nom que se sol acurtar pel mot fenciclidina o per les sigles en anglès PCP. És una neurotoxina que es troba en el grup dels anestèsics disociatius, com també, per exemple, la ketamina i el GHB. Té forma de pólvora fina i blanca, molt soluble en aigua o alcohol, que es pot esnifar o bé diluir en aigua per a sucar-hi cigarretes o porros. Els seus efectes primaris duren fins a sis hores, però el cos triga diverses setmanes a refer-se'n totalment.
La pols d'àngel es va fer servir en el passat com a anestèsic en humans, però es va deixar d'utilitzar pels efectes adversos que produïa i per l'aparició d'anestèsics més segurs i amb menys problemes en l'administració i la recuperació dels pacients. Actualment no es ven en farmàcies sinó únicament de forma il·legal al mercat negre.

## Descripció
La pols d'àngel és una pols blanca, cristal·lina, que es dissol fàcilment en aigua o alcohol. Té un gust amarg distintiu. Es pot mesclar amb facilitat amb colorants. Es troba en forma de tauletes, càpsules i pólvores de colors. S'usa inhalada, fumada o ingerida.

## Efectes i riscos
Segons la forma de consum pot tardar a fer efecte des d'un minut (fumat) fins a quasi una hora (ingerit). Els seus efectes duren fins a quasi sis hores, en funció de la concentració. Els efectes són agitació, sensació d'eufòria i conductes irracionals. Els riscos són molt semblants als de la ketamina, i cal remarcar la facilitat de desencadenar atacs de pànic i canvis bruscos en l'estat emocional del consumidor.
És el responsable d'un gran nombre de problemes tòxics en molts consumidors. El perill és que aquesta substància pot estar inclosa en pastilles que es venen com a èxtasi, i la persona que les pren pensa que només està prenent èxtasi, quan en realitat està consumint fenciclidina.
No podem determinar-ne amb exactitud la dosi letal, la quantitat que un dia pot no ser letal, l'endemà pot produir un estat de coma o fins i tot la mort.

## Dependència
La pols d'àngel produeix una ràpida tolerància, és a dir, que cada vegada cal consumir-ne més per tenir els mateixos efectes, així com una forta dependència psicològica.

## Altres usos
Com la pols d'àngel produeix efectes similars a l'esquizofrènia, és una substància utilitzada per investigadors, per exemple al Consell Superior d'Investigacions Científiques (CSIC), per a aplicar-lo a animals i poder així conèixer més coses sobre aquesta malaltia. L'experimentació els ha permès descobrir com s'originen les al·lucinacions i les alteracions cognitives, molt similars a les que produeix l'esquizofrènia.
Així, han esbrinat que la pols d'àngel anul·la les ones de baixa freqüència que sincronitzen l'activitat dels circuits neuronals, la qual cosa provoca una desorganització de l'activitat cerebral. D'altra banda, han vist com la droga provocava als animals importants alteracions a l'escorça prefrontal, una part del cervell molt implicada en els processos cognitius, de percepció i de planificació del comportament.